# ديفيد ماكمولين
ديفيد ماكمولين، وهو عالم اقتصاد اشتراكي أسترالي، أن التنمية الاقتصادية العالمية في القرن الحادي والعشرين ستوفر الأساس المادي اللازم لقيام مجتمع ما بعد الرأسمالية، مجتمع بلا طبقات. ويتوقع أن يصبح الرخاء، وليس الفقر، هو القاعدة بنهاية هذا القرن، مشيرًا إلى أن تحقيق ذلك لا يتطلب معدلات نمو استثنائية، وأن القيود المتعلقة بالموارد والبيئة يمكن تجاوزها من خلال التقدم التكنولوجي.
ومع ارتفاع مستويات التنمية الاقتصادية، لن تعني المساواة بعد الآن تقاسم الفقر أو العمل الشاق، وهو ما كان في الماضي من الأسباب الرئيسية لظهور الطبقات وعدم المساواة. وقد عرض ماكمولين هذه الرؤية في كتابه . "المستقبل المشرق: الوفرة والتقدم في القرن الحادي والعشرين".

## الرخاء العالمي
ويتوقع ماكمولين أن تشهد معظم مناطق العالم نموًا اقتصاديًا كبيرًا، مع انضمام المزيد من الدول، ونسبة متزايدة من سكان العالم، إلى المعسكر المتقدم. ويعتقد أن موارد الطاقة والمعادن، التي يمكن تسخيرها باستخدام التقنيات الحالية والمستقبلية، ستكون كافية لتلبية احتياجات البشرية إلى أجل غير مسمى.
وتشمل أهدافه زيادة إنتاج الطاقة بمقدار ستة أضعاف بحلول نهاية القرن الحادي والعشرين، من أجل تمكين عدد سكان العالم المتقدم – الذي يُتوقع أن يتراوح بين 9 و10 مليارات نسمة – من الوصول إلى مستويات الاستهلاك الحالية. بالإضافة إلى ذلك، يرى أن بالإمكان إنتاج ما يكفي من الغذاء من خلال تحسين استغلال الأراضي والمياه، وتطوير أساليب تربية النباتات والحيوانات.
كما يعتقد ماكمولين أن التأثير البيئي للبشرية يمكن أن يظل ضمن حدود يمكن السيطرة عليها، مشيرًا إلى أن التنمية الاقتصادية والتقدم التكنولوجي هما الحل الحقيقي لتلوث الهواء والماء، وللتهديدات التي تواجه التنوع البيولوجي من نباتات وحيوانات.

## تعزيز الأساس لمجتمع ما بعد الرأسمالية
يقارن ماكمولين بين آفاق قيام مجتمع ما بعد الرأسمالية في القرن الحادي والعشرين، وبين الظروف التي كانت شبه مستحيلة في المناطق المتخلفة مثل روسيا والصين خلال ثوراتهما في القرن العشرين. ويشير إلى أن البلدان الأكثر تقدمًا تدخل بالفعل عالم الممكن، حيث يقترب متوسط الدخول من مستوى يوفر قدرًا كبيرًا من الراحة المادية، وتتخذ معظم الوظائف طابعًا أكثر ملاءمة.
أصبحت المهام العملية أكثر إثارة للاهتمام وتحديًا، بينما تفقد المهام الروتينية أسوأ جوانبها. ويرى أن هذه الظروف المادية الأفضل، إلى جانب البيئة الاجتماعية المتغيرة المتوقعة في ظل النظام الجديد، من شأنها أن تجعل الدافع للعمل دون مقابل مادي أمرًا معقولًا تمامًا.
ومن وجهة نظر ماكمولين، فإن الأسس غير المادية لمجتمع ما بعد الرأسمالية تشهد أيضًا تقدّمًا. فلم تعد الثقافة والتعليم حكرًا على النخبة، وأصبح الناس عمومًا أقل خضوعًا. ويعني ذلك، في جوهره، أنه بصرف النظر عن التحديات الأخرى، هناك تطورات أساسية ومهمة تُسهم في تحسين آفاق الانتقال إلى مجتمع ما بعد الرأسمالية في المستقبل.

## نظام تسعير لا مركزي في إطار الملكية الاجتماعية
يدافع ماكمولين أيضًا عن الشكل الاجتماعي للملكية الذي يتطلبه مجتمع ما بعد الرأسمالية الخالي من الطبقات، رداً على الادعاءات التي تفيد بأنه لن يكون قادرًا على استخدام نظام أسعار قائم على العطاءات والعروض اللامركزية بشكل فعال. وترتبط هذه الحجة بشكل رئيسي بالاقتصاديين في المدرسة النمساوية، الذين يزعمون أن مثل هذا النظام يتطلب وجود تبادلات سوقية بين الشركات. (انظر مناقشة الحساب الاشتراكي ومشكلة الحساب الاقتصادي).
يعتقد ماكمولين أن العمال في المؤسسات ووحدات العمل، المدفوعين برضاهم عن العمل ورغبتهم في المساهمة في اقتصاد فعال وديناميكي، سيقودون نظام أسعار أفضل من ذلك القائم على دافع الربح. فهم سيقدمون عروضًا على الموارد بناءً على بدائل أقل تكلفة وتوقعات صادقة للطلب على الناتج الناتج. كما سيعرضون الإنتاج بأسعار تعكس التكلفة، ويضمنون أن تذهب المنتجات إلى أعلى العارضين في حالة وجود طلب زائد.
وسينبع كل طلب على الإنتاج الوسيط من الطلب المتوقع على الاستهلاك النهائي الفردي والجماعي. وستوجه هذه الأسعار كلًا من القرارات اليومية والقرارات الاستثمارية طويلة الأجل. وستكون العديد من القرارات المتخذة بطبيعتها ريادية، تشمل منتجات وخدمات جديدة، وطرق جديدة، ودخول فاعلين جدد، سواء كانوا مؤسسات قائمة أو شركات ناشئة.
ويمكن أن يتم الوصول إلى تمويل الاستثمار عبر وكالات تقييم متعددة تم تخصيص أموال لها لهذا الغرض.
يؤكد ماكمولين أن استخدام نظام الأسعار اللامركزي لا يعني بالضرورة ما يُسمى بـ"الاشتراكية السوقية". ففي ظل الملكية الاجتماعية، لن تكون المعاملات بين المؤسسات تبادلات سوقية بالمعنى التقليدي، بل ستكون بمثابة نقل الوصاية على الممتلكات الاجتماعية وليس نقل الملكية. فالمؤسسة ليست مالكة للمدخلات أو المخرجات، بل أمينة عليها. كما أن أي فرد مرتبط بالمؤسسة لا يتلقى أي إيرادات صافية، ولا يتحمل أي خسائر من المعاملات بين المؤسسات.
ويزعم أيضًا أن البيئة التعاونية ستؤدي إلى نظام أسعار أفضل، وذلك بفضل زيادة الصدق، وتحسن تدفق المعلومات نتيجة إزالة الحواجز العقارية بين الشركات، بالإضافة إلى أن المساواة في الدخل ستزيل المخاوف المتعلقة بالعدالة المرتبطة حاليًا بالاعتماد على التسعير.

## روابط خارجية
- الحالة الاقتصادية للملكية الاجتماعية
- مستقبل مشرق: الوفرة والتقدم في القرن الحادي والعشرين
- إعادة فتح النقاش حول الحساب والتحفيز الاقتصادي في ظل الاشتراكية